# Elizabeth Tweddle
Elizabeth "Beth" Kimberly Tweddle (ur. 1 kwietnia 1985 w Johannesburgu) – brytyjska gimnastyczka, trzykrotna mistrzyni świata, sześciokrotna mistrzyni Europy.

## Kariera sportowa
Największym sukcesem zawodniczki jest złoty medal mistrzostw świata w Londynie w konkurencji ćwiczeń wolnych oraz ćwiczeń na poręczach trzy lata wcześniej podczas mistrzostw świata w Danii i w 2010 roku w Rotterdamie. Jest dwunastokrotną medalistką mistrzostw Starego Kontynentu, w tym sześciokrotną mistrzynią oraz zwyciężczynią Igrzysk Wspólnoty Brytyjskiej 2002 w ćwiczeniach na poręczach.

## Osiągnięcia
| Rok  | Zawody             | Miasto           | Miejsce | Konkurencja            | Punktacja |
| ---- | ------------------ | ---------------- | ------- | ---------------------- | --------- |
| 2002 | Mistrzostwa Europy | Patras           | 3       | Ćwiczenia na poręczach | 9.287     |
| 2003 | Mistrzostwa świata | Anaheim          | 3       | Ćwiczenia na poręczach | 9.512     |
| 2004 | Mistrzostwa Europy | Amsterdam        | 2       | Ćwiczenia na poręczach | 9.587     |
| 2004 | Mistrzostwa Europy | Amsterdam        | 2       | Ćwiczenia wolne        | ?         |
| 2005 | Mistrzostwa świata | Melbourne        | 3       | Ćwiczenia na poręczach | 9.575     |
| 2006 | Mistrzostwa Europy | Wolos            | 1       | Ćwiczenia na poręczach | 16.050    |
| 2006 | Mistrzostwa świata | Århus            | 1       | Ćwiczenia na poręczach | 16.200    |
| 2008 | Mistrzostwa Europy | Clermont-Ferrand | 2       | Ćwiczenia wolne        | 15.525    |
| 2009 | Mistrzostwa Europy | Mediolan         | 1       | Ćwiczenia wolne        | 15.150    |
| 2009 | Mistrzostwa Europy | Mediolan         | 1       | Ćwiczenia na poręczach | 15.575    |
| 2009 | Mistrzostwa świata | Londyn           | 1       | Ćwiczenia wolne        | 14.650    |
| 2010 | Mistrzostwa Europy | Birmingham       | 1       | Ćwiczenia na poręczach | 15.875    |
| 2010 | Mistrzostwa Europy | Birmingham       | 1       | Ćwiczenia wolne        | 14.825    |
| 2010 | Mistrzostwa świata | Rotterdam        | 1       | Ćwiczenia na poręczach | 15.733    |
| 2011 | Mistrzostwa Europy | Berlin           | 1       | Ćwiczenia na poręczach | 15.100    |